# Shelbee Myne
Shelbee Myne (Condado de Orange, California; 6 de enero de 1974) es una actriz pornográfica y modelo erótica estadounidense.

## Biografía
Shelbee Myne, nombre artístico de Shelli Marie Casterline, nació y creció en el sur de California. Comenzó a trabajar como asistente en una empresa de seguros, en la que conoció al que fue su marido durante cuatro años, Pat Myne, con quien se casó en mayo de 1997.
Ese mismo año conoció a la actriz pornográfica Krista Maze, quien le presentó a diversas personalidades, actores y directores de la industria y la animó a participar en ella. Debutó como actriz a los 23 años de edad, en la película House of Flesh 2.
Como actriz, ha trabajado para productoras como Jill Kelly Productions, Vivid, Elegant Angel, Metro, Pleasure Productions, Anabolic Video, Adam & Eve, Wicked Pictures, Celestial, New Machine o Digital Playground.
En 2001 recibió sus tres primeras nominaciones en los Premios AVN, en las categorías de Artista femenina del año, Mejor escena de sexo en grupo por Watchers y Mejor escena de sexo lésbico en grupo por Chloe's "I Came, Did You?!!. Al año siguiente recibió otra nominación en esta última categoría por su trabajo en Violation of Aurora Snow.
Se retiró en 2008, habiendo rodado algo más de 500 películas como actriz.

## Premios y nominaciones
| Año  | Ceremonia    | Resultado | Premio                                | Trabajo                     |
| ---- | ------------ | --------- | ------------------------------------- | --------------------------- |
| 1999 | Premios AVN  | Nominada  | Mejor actriz revelación               | —                           |
| 1999 | Premios AVN  | Nominada  | Mejor escena de sexo en grupo         | Fresh Meat 5                |
| 2000 | Premios XRCO | Ganadora  | Unsung Siren of the Year              | —                           |
| 2001 | Premios AVN  | Nominada  | Artista femenina del año              | —                           |
| 2001 | Premios AVN  | Nominada  | Mejor escena de sexo en grupo         | Watchers                    |
| 2001 | Premios AVN  | Nominada  | Mejor escena de sexo lésbico en grupo | Chloe's "I Came, Did You?!! |
| 2003 | Premios AVN  | Nominada  | Mejor escena de sexo lésbico en grupo | Violation of Aurora Snow    |